# ストレートガール
ストレートガールは週刊少年ジャンプの公式サイトジャンプデジタルマンガで連載されていた森本護の漫画作品。

## 概要
2004年から連載開始。第2回ジャンプデジタルマンガ賞にて、今作品のプロトタイプともいえる「たましいの時間。」が準入選（ヘビー級）を受賞。

## ストーリー
済天女子中学校に通う、キョーコとリカの、ハチャメチャで一直線な物語。基本的に一話完結である。

## 登場人物
キョーコ
主人公。並外れた運動能力と桁外れな発想力を持つ。
リカ
キョーコの幼馴染で親友。普段はのんびりしているが、ツッコミは的確。
ナミ
キョーコ、リカの親友の一人。ピアノが弾ける。
サキ
キョーコ、リカの親友の一人。陸上部に所属している。通称、陸上部のサッちゃん。
マイ
キョーコの姉。その運動能力はキョーコといい勝負。
りんた
リカの弟。スリルのあることに挑戦するのが好き。
けんすけ
りんたの親友。
セイコ
マイ、キョーコの従妹。とにかくわがまま。
まこ
リカの親戚の家のネコ。尋常ではないオナラをする。

## サブタイトル
- 第1話　橋の上のパッション
- 第2話　グッドモーニング…神様
- 第3話　かき消せ!魔方陣
- 第4話　三人娘とメリークリスマス
- 第5話　甘党プリンセス
- 第6話　リターン・オブ・500円玉
- 第7話　ザ・シスターソード
- 第8話　秋風写真機物語
- 第9話　アイムソーリー・スノーマン
- 第10話　勇気と力の塔
- 第11話　レトロチック・タイム
- 第12話　夢桜風神姉妹
- 第13話　ローリング・マスター
- 第14話　アップサイド物語
- 第15話　韋駄天（いだてん）
- 第16話　ぴ～ひゃら!どん!
- 第17話　ロード・トゥ・ザクロ
- 第18話　51段の鐘
- 第19話　ライバル・キャット
- 第20話　ワンハート・オブ・ストレートガールズ
- 番外編　竹取物語